# 汶萊—新加坡關係
文莱－新加坡关系指的是文莱达鲁萨兰国和新加坡共和国之间的双边关系，两国于1984年建立正式外交关系。文莱在新加坡城设有一个高级专员公署，新加坡在斯里巴加湾市也设有一个高级专员公署。文莱和新加坡有着密切友好的国防合作关系。这两个国家都是东盟和英联邦的成员。

## 历史
两国的正式关系是在1984年建立的。2012年，文莱苏丹哈桑纳尔·博尔基亚出席了第三届新加坡航展。在同一年，新加坡副总理张志贤对文莱进行了回访。

## 经济与货币关系
两国已经签署了几份谅解备忘录，并签署了一项货币互换协议，使得文莱元和新加坡元的纸币和硬币成为两国共同的法定货币。

## 安全关系
新加坡武装部队曾训练过许多文莱士兵。作为回报，文莱允许新加坡军队使用他们的丛林进行训练。文莱和新加坡在1994年开始了空中警卫演习，其中包括文莱皇家空军和新加坡共和国空军之间的联合训练，在训练中两国轮流担任东道国。演习通常有来自两国的约70名人员参加。

## 延伸阅读
- Presidential Visit Reaffirms Strong Ties between Brunei and Singapore （页面存档备份，存于）
- DPM Teo visits Brunei in effort to strengthen relations （页面存档备份，存于）
- Minister attends 7th Brunei, Singapore annual exchange of visit （页面存档备份，存于）